# 喬爾諾昆齊
49°50′19″N 23°29′37″E / 49.83861°N 23.49361°E
喬爾諾昆齊（烏克蘭語：Чорнокунці），是烏克蘭的村落，位於該國西部利沃夫州，由亞沃里夫區負責管轄，始建於1470年，面積1.75平方公里，海拔高度249米，2001年人口49，人口密度每平方公里28人。